# Punta di Verzel
La Punta di Verzel (2.406 m s.l.m.) è una montagna appartenente alle Alpi Graie (e, più in dettaglio, alle Alpi del Gran Paradiso). 
Si trova in provincia di Torino tra i comuni di Frassinetto e Castelnuovo Nigra.
Il monte è collocato tra la Val Soana, la Val Sacra e la Val Savenca; quest'ultima è una vallata laterale della Val Chiusella mentre le prime due fanno parte del bacino dell'Orco.

## Descrizione
La Punta di Verzel si trova sullo spartiacque che separa ad est la Val Soana da tre brevi valli aperte sulla pianura (Val Chiusella, Val Savenca e Val Sacra).
Verso sud-ovest è separata dalla Quinseina dalla depressione del Piano dei Francesi (2.168 m) mentre a nord il crinale continua con la vicina Punta Prafoura (2.362 m) e con il Monte Cavallo (2.355 m).
Oltre allo spartiacque principale dalla Punta di Verzel si diparte verso est una terza cresta che separa tra loro la Val Sacra e la Val Savenca e che, dopo aver formato il Monte Calvo (1.323 m), si esaurisce appena a nord del centro di Castelnuovo Nigra.

La punta Verzel con in secondo piano la punta Quinseina

Dalle pendici sud-orientali della Punta di Verzel nasce il Torrente Piova, mentre il versante nord-est ospita il piccolo Lago Asnì.
Sulla cima sorge un piccolo traliccio metallico sormontato da una croce e ornato con vetri colorati. Data la posizione avanzata la montagna è un ottimo punto panoramico ed è a sua volta ben visibile da gran parte del Canavese.

## Accesso alla cima

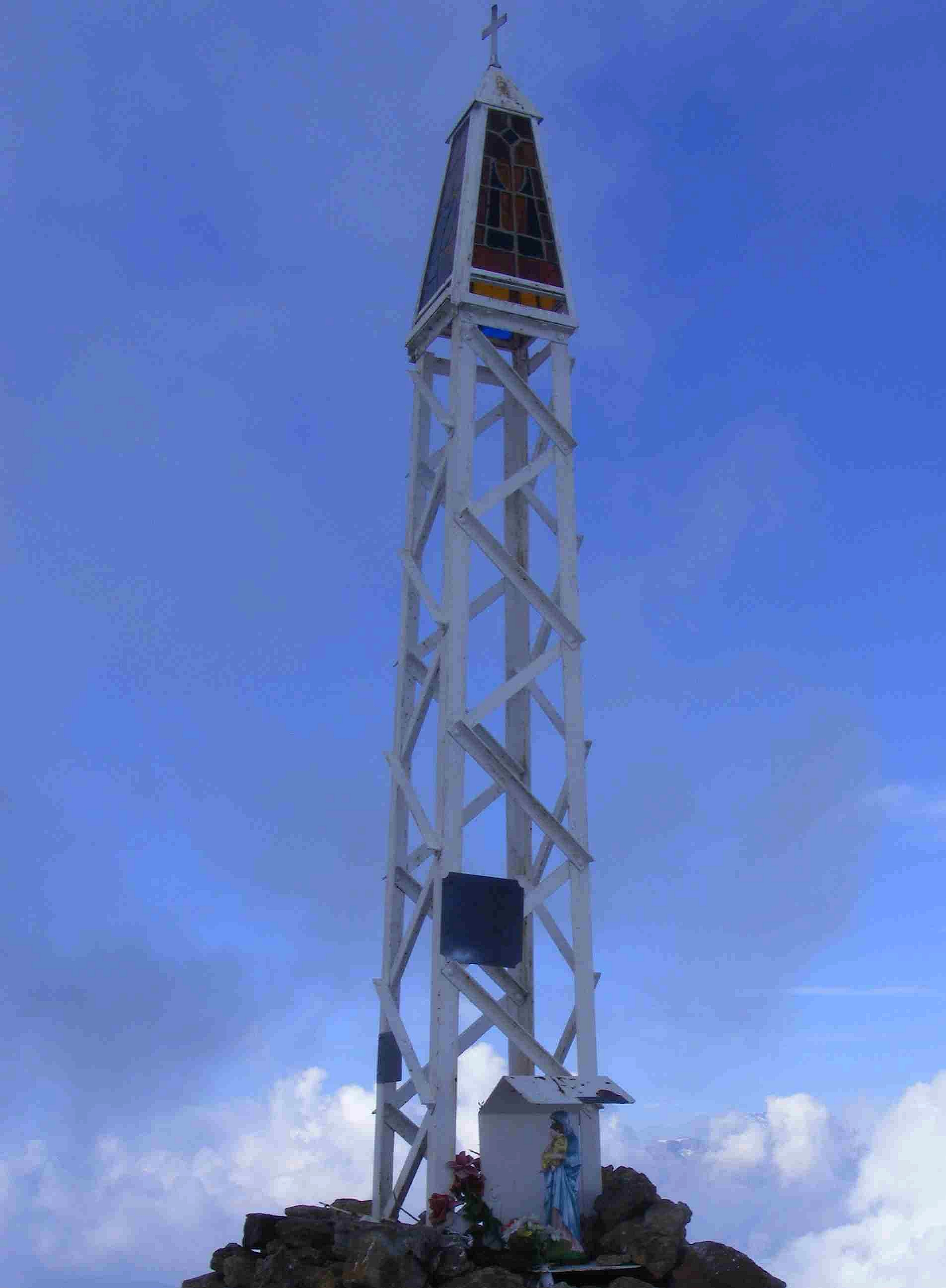
La croce di vetta

La via più comoda per l'accesso escursionistico alla cima parte dall'Alpe Frera in Val Sacra, sfiora una vecchia cava di quarzite e, passando per il Rifugio Fornetto, raggiunge la cima da sud. Esistono due possibili varianti per la parte alta dell'itinerario; quella di sinistra è valutata di 
difficoltà E mentre quella di destra di difficoltà EE.
Il collegamento escursionistico tra la Punta di Verzel e la Quinseina, per tracce di sentiero nei pressi dello spartiacque, è anch'esso valutato di difficoltà EE.

## Punti di appoggio
Non molto a sud della cima sorge il Rifugio Fornetto, collocato in un vecchio alpeggio acquistato e restaurato dalla Comunità Montana Valle Sacra negli anni ottanta.
Il dormitorio è disponibile richiedendo le chiavi presso il bar del paese a Castelnuovo Nigra e dispone di una ventina di posti letto su tavolato.